# Mia Källström
Mia Källström (egentligen Inge-Marie Anita Källström), född 27 juni 1941, är en numera pensionerad svensk journalist boende i Göteborg. Källström är främst känd för sin tid som programledare i det regionala nyhetsprogrammet Västnytt i SVT. 
Källström anställdes hos SVT redan i februari 1969 – då i Stockholm, där hon jobbade som scripta och bildproducent. 1973 flyttade hon till Göteborg och började jobba i TV-huset ”Synvillan” på Delsjövägen. Efter att ha avslutat studier vid en journalistutbildning i Göteborg 1981 började hon jobba på Västnytt. Det första programledarskapet gjorde hon i mitten av 1980-talet.
Under vissa perioder jobbade Källström med samhällsprogram såsom PS och Studio G. 1985 till 1986 var Mia Källström även radioreporter för Ekot där hon bevakade Västsverige. 
Tillsammans med fem andra kvinnliga reportrar på Västnytt stod Mia Källström 1995 bakom en anmälan av sin arbetsgivare SVT till dåvarande jämställdhetsombudsmannen (JämO) om lönediskriminering. Anmälan gällde det faktum att deras manliga kollegor hade högre lön trots samma utbildning och arbetsuppgifter.
Mia Källström var det första svenska kvinnliga nyhetsankaret som fortfarande var nyhetsankare vid sin pension. Sin sista nyhetssändning gjorde hon den 15 juni 2007.